# Рудольф I (маркграф Хахберг-Заузенберга)
Рудольф I фон Хахберг-Заузенберг (нем. Rudolf I. von Hachberg-Sausenberg, ум. 1313) — первый маркграф Хахберг-Заузенберга, правивший в период с 1306 по 1312 годы.

## Биография
Рудольф был сыном Генриха II Хахбергского и Анны фон Юзенберг (нем. Anna von Üsenberg). После непродолжительного совместного правления со своим братом Генрихом маркграфство Баден-Хахберг было разделено, и Рудольф основал новую побочную линию Баденского дома, выбрав своей резиденцией выстроенный в 1240 годах замок Заузенбург. 
В 1298/1299 году Рудольф женился на наследной дочери Отто Рёттельнского, и в 1311 году Лютхольд II фон Рёттельн — последний мужской представитель рода Рёттельнов, определил Рудольфа соправителем в своём фамильном владении, которое он, в итоге, должен был унаследовать. Однако, поскольку Рудольф скончался раньше Лютхольда, последний передал владение Рёттельн в 1315 году достигшему правоспособности сыну Рудольфа Генриху.

### Дети
- Анна (ум. 1331), позднее замужем за Фридрихом графом Фрайбурга и ландграфом Брайсгау (нем. Friedrich von Freiburg)
- Генрих (около 1300—1318)
- Рудольф (около 1301—1352)
- Отто (около 1302—1384)